# خزه جاوا
خزه جاوا یا خزه بوگور (نام علمی: Taxiphyllum barbieri) خزه‌ای از خانواده هیپنییسای است. خزه جاوا بومی جنوب شرقی آسیا است و معمولاً در تزئین آکواریوم‌های آب شیرین استفاده می‌شود. به سنگ‌ها، ریشه‌ها و چوب‌های آب آورد می‌چسبد. در طبیعت، در مناطق مرطوب ساحلی رشد می‌کند.
این گیاه در ابتدا با عنوان Isopterygium barbieri از وین، ویتنام توصیف شد.

## شرح
خزه جاوا گونه ای دوپایه و چند ساله است. بالشتک‌های شل از شاخه‌های نامنظم را تشکیل می‌دهد. برگها دو ردیفه و مسطح هستند. این گیاه به صورت طبیعی فقط در طبیعت ویتنام ثبت شده‌است.

## کشت و استفاده
در تجارت آکواریوم، خزه جاوا معمولاً به دو گونه Taxiphyllum barbieri یا Vesicularia dubyana گفته می‌شود و تشخیص بین این دو گونه دشوار است.
خزه جاوا یکی از رایج‌ترین خزه‌ها در تجارت آکواریوم است. نیاز به توجه خاصی ندارد و به راحتی تکثیر می‌شود. در انواع آب و حتی آب کمی شور و در انواع کیفیت‌های سبک رشد می‌کند. بهترین رشد را در دمای ۶۸ تا ۸۶ درجه فارنهایت (۲۰ تا ۳۰ درجه سانتیگراد) دارد، اما می‌تواند در دماهای خارج از این محدوده زندگی کند. این گیاه پیش زمینه و جلوه خوبی به قسمت جلویی آکواریوم می‌دهد. خزه جاوا به دلیل ماهیت چسبندگی اش می‌تواند به فرش خزه ای نیز تبدیل شود.
این خزه مخصوصاً در میان آکواریوم دارانی که بچه ماهی (بچه ماهی) پرورش می‌دهند به دلیل محافظت و استتار آنها در برابر ماهیهای بزرگ دیگر و ماهیهای همنوع خوار محبوب است. برخی از میگوها مخصوصاً میگوهای گیلاسی دوست دارند از میکروارگانیسم‌های مختلف (بیوفیلم) و خرده ریزه‌هایی که روی خزه جمع می‌شوند تغذیه کنند.
خزه جاوا را می‌توان به راحتی از طریق تقسیم تکثیر کرد. برای کشت آبی و زمینی در ویواریوم‌ها مناسب است. کپسول‌های اسپور به ندرت در کشت تشکیل می‌شوند.